# Телеком (волейбольный клуб)
«Телеком» (до 2015 — «Рабита»; азерб. Telekom ) — азербайджанский женский волейбольный клуб из Баку. Основан в 2004 году. Является одной из самых титулованных клубных команд Азербайджана. Семикратный чемпион Азербайджана. Победитель клубного чемпионата мира 2011 года.

## Общие сведения
14 декабря 2001 года создан волейбольный клуб «Рабита». В 2004 году клуб сменил название на «Рабита Баку». 
В 2015 изменил название на «Телеком».
Домашние матчи проводил в олимпийском спортивном центре «Сархадчи», который был построен в 2009 году. Вместимость — 3250 зрителей.
В апреле 2015 года команда в 7 раз подряд стала чемпионом Азербайджана. 
Президентом клуба являлся Джалил Джафаров.

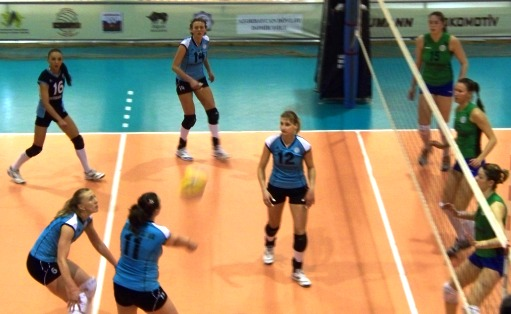
Чемпионат Азербайджана по волейболу среди женских команд. «Рабита» — «Игтисадчи». Баку, 26.04.2009

## Достижения

### Чемпионат Азербайджана

ОСЦ «Серхедчи»

| - 2004/05 — Суперлига, 2-е место - 2005/06 — Суперлига, 2-е место - 2006/07 — Суперлига, 1-е место | - 2007/08 — Суперлига, 1-е место - 2008/09 — Суперлига, 1-е место - 2009/10 — Суперлига, 1-е место | - 2010/11 — Суперлига, 1-е место - 2011/12 — Суперлига, 1-е место - 2012/13 — Суперлига, 1-е место |

### Международные турниры
- Победитель клубного чемпионата мира 2011 года .
- Серебряный призёр клубного чемпионата мира 2013 года.
- Серебряный призёр Лиги чемпионов ЕКВ сезона 2010/2011 годов.
- Серебряный призёр Лиги чемпионов ЕКВ сезона 2012/2013 годов.

## Главные тренеры
- Зоран Гаич (2011 — 2012)[5]
- Деян Брджович (? — 2015)[5]
- Зоран Гаич (5 февраля 2015 — ?)[5]
- Эльдар Юсубов (2013—2014)

## В филателии

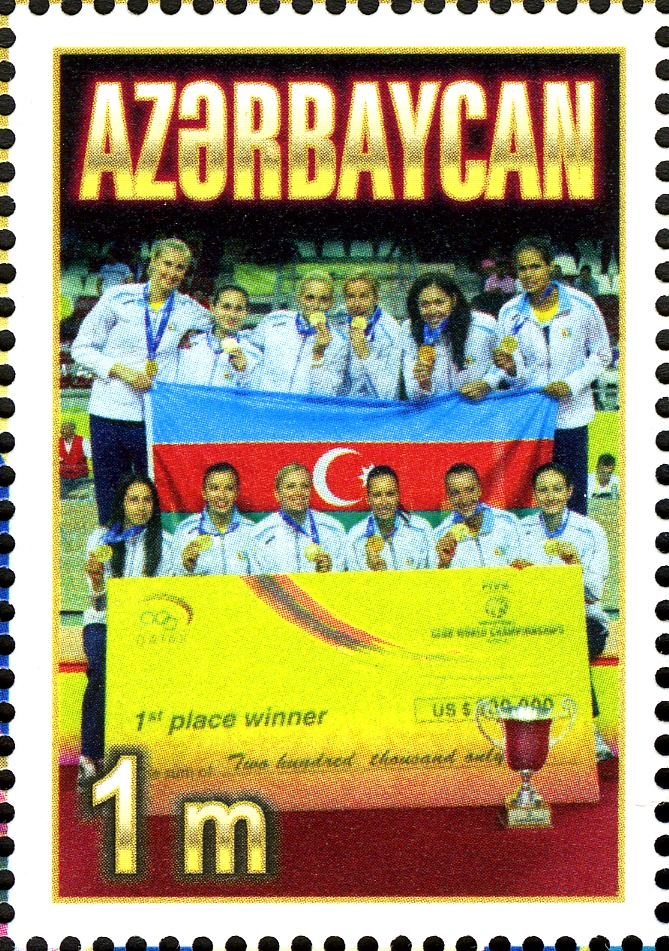
Волейбольный клуб «Рабита» на почтовой марке Азербайджана (2011)

В 2011 году почтой Азербайджана выпущена в обращение коммеморативная почтовая марка № 1014, посвящённая победе волейбольного клуба «Рабита» на чемпионате мира среди клубных команд 2011 года.